# Johann Sebastian Brumhard
Johann Sebastian Brumhard (* 1706 in Coburg; † 10. November 1742 in Jena) war ein deutscher Pietist. Er stammte aus Coburg und war einer der drei Söhne des dortigen Amtsverwesers Johann Benedikt Brumhardt. Er besuchte das Gymnasium in Coburg und studierte ab 1726 an der Universität Jena Theologie. 1732 wurde er Magister der Philosophie, hielt als Magister legens Vorlesungen und bewarb sich 1734 um das Lizentiat der Theologie. Während des Studiums hatte er u. a. auch Kontakt zu August Hermann Francke. So blieb es nicht aus, dass auch er sich dem Halleschen Pietismus näherte. Nach dem Tod seines Bruders Ehrhard Johann Brumhard übernahm er als Magister die Führung des Kreises erweckter Studenten in Jena.
| Personendaten    | Personendaten              |
| ---------------- | -------------------------- |
| NAME             | Brumhard, Johann Sebastian |
| KURZBESCHREIBUNG | deutscher Pietist          |
| GEBURTSDATUM     | 1706                       |
| GEBURTSORT       | Coburg                     |
| STERBEDATUM      | 10. November 1742          |
| STERBEORT        | Jena                       |